# Bror Fock
Bror Karl Fock,  född 29 mars 1888 i Vänersborg, död där 4 september 1964, var en svensk kontorist och löpare.

## Biografi
Bror Fock var son till vaktmästaren Karl August Fock och Augusta Elisabeth, född Olsson. Han gick fem klasser i högre läroverket, och arbetade som kontorist.
Han tävlade under karriären för Vänersborgs IF och AIK.

## Meriter
- 1909 – Svensk mästare på 10 000 meter
- 1910 – Svensk mästare på 10 000 meter
- 19 september 1910 – Noterar det första svenska rekordet på 20 000 meter
- 1912 – Svensk mästare på 10 000 meter
- 1912 – Sätter inofficiellt världsrekord på 3 000 meter
- 1912 – Sätter skandinaviskt rekord på 20 000 meter
- 1912 – Tar OS-silver på 3 000 meter lag
- 1928 – När Friidrottsförbundet instiftar hederstiteln Stor grabb får Bror Fock nummer 18[4]